# جده هیلتون
```
جده هیلتون
 
(به 
عربی
: 
جدة هيلتون
)
 هتلی پنج‌ستاره واقع در 
جده
 در کشور 
عربستان سعودی
 است. این هتل ۴۴۶ اتاق دارد که به دو بخش هتل هیلتون و اتاق حمام‌دار تقسیم شده است، اما هر دوی آن‌ها متعلق به یک مدیریت هستند.
[
۱
]
 این هتل همچنین شامل یک باشگاه ورزشی و آبگرم ماساژ، سالن کنفرانس، سالن عروسی و یک مرکز تجاری است.
```